# Filles de Kilimanjaro
Filles de Kilimanjaro (dt.: (Die) Mädchen vom Kilimandscharo) ist ein Album von Miles Davis, das im Juni und September 1968 aufgenommen und im Jahr darauf von Columbia Records veröffentlicht wurde.

## Vorgeschichte des Albums
Nach vier Studioalben – darunter E.S.P. (1965) und Miles Smiles (1966) – die noch sämtlich mit akustischen Instrumenten aufgenommen worden waren, präsentierte Miles Davis 1968 in seinem Quintett eine Neuerung: Herbie Hancock spielte neben den Pianos auch Keyboards; durch dessen E-Piano erhielt die Musik des Quintetts einen ganz neuen Charakter. Ein weiterer neuer Aspekt waren Kompositionen wie Stuff (Davis) bzw. Fall, Paraphernalia oder Nefertiti (alle Wayne Shorter), die als „endlose Melodien“ (P. Wießmüller) angelegt waren, die denen des Trompeters Don Cherry nahe kamen. Bereits auf dem Album Miles in the Sky (1968) leitete Davis vorsichtig die Tendenz ein, rudimentär klangliche Stimmungen des Rock mit einzubeziehen. Es tauchten zum ersten Mal elektronische Instrumente wie E-Gitarre, Fender-Bass oder das E-Piano auf. „Dabei wurden die Rockaspekte, besonders die rhythmischen, nicht krass hervorgekehrt, sondern eher nur angedeutet; die elektrischen Instrumente mischen sich mit den akustischen“, schrieb Eric Nisenson zu den wegweisenden Sessions im Juni und September 1968.
Der Jazzhistoriker Arrigo Polillo zitiert Joe Zawinul, der in Wayne Shorter die entscheidende Person sah, die Miles Davis dazu bewogen habe, musikalisches Neuland zu erkunden; „und die Stücke, die er schrieb, hatten auch die Wirkung, das, was Miles brachte, in einem gewissen Umfang zu verändern. Alles fing an, als Wayne ›Nefertiti‹ für die Miles-Davis-Gruppe schrieb. Das war der Beginn einer neuen Welt.“ Im Vorfeld des Albums hörte Davis gemeinsam mit Gil Evans die Aufnahmen von Jimi Hendrix.

## Entstehungsgeschichte des Albums
Bei den Juni-Sessions 1968 spielten Wayne Shorter, Saxophon, Herbie Hancock, Electric Piano, Ron Carter, Bass und Tony Williams, Schlagzeug. Ein erster Studiotermin des Quintetts am 21. Mai war nicht erfolgreich; die Aufnahmen des Stückes Tout de Suite blieben dort unvollständig. Es brauchte drei Studiotermine zwischen dem 19. und dem 21. Juni, um das Titelstück, die Komposition Toute de Suite sowie Petits Machins einzuspielen. Bei der Aufnahmesitzung am 24. September 1968 wechselten dann Chick Corea für Hancock, der sich bei seinen Flitterwochen in Brasilien eine Lebensmittelvergiftung zugezogen hatte, und Dave Holland (für Carter, der Studiotermine hatte) ein, so dass hier schon das kurzlebige Quintett (allerdings noch ohne Schlagzeuger Jack DeJohnette) vorbereitet wird, mit dem Davis 1969 auf Tournee gehen sollte.
Davis heiratete Betty O. Mabry im September 1968 und benannte das Stück Mademoiselle Mabry (Miss Mabry) nach ihr. Das Stück wurde im Monat der Hochzeit aufgenommen. Betty Mabry Davis erscheint auch auf dem Album-Cover.
Filles de Kilimanjaro wurde unter Mitwirkung von Gil Evans aufgenommen, der für Davis die Melodie des Titelstückes aus den Akkorden von Jimi Hendrix’ Hit The Wind Cries Mary gestaltete (er hatte bereits zwischen 1957 und 1963 für bedeutende Davis-Alben arrangiert und komponiert), auch wenn er diesmal namentlich nicht erwähnt wurde. Evans, der auch im Studio dabei war, machte die Arbeit mit Davis für dieses Album viel Freude.
Das Album wurde von Columbia auch als Teil einer 6-CD-Box, Miles Davis Quintet 1965-68: Complete Columbia Studio Recordings, wiederveröffentlicht.

## Die Musik des Albums
Filles de Kilimanjaro kann als eine Art Übergangsalbum zwischen den akustischen Aufnahmen von Davis (bis Nefertiti 1967) mit seinem zweiten Quintett und der später folgenden Rockjazz-Periode (ab In a Silent Way 1969) gesehen werden. Jedoch werden „die Rockaspekte, besonders die rhythmischen, nicht krass hervorgekehrt, sondern eher nur angedeutet, die elektrischen Instrumente mischen sich mit den akustischen in Stücken, deren Stimmung, Textur und rhythmisches Gefühl sich oft ändern. Besonders deutlich ist das in Mademoiselle Mabry zu hören.“ Filles ist Teil eines „permanenten Evolutionsprozesses (der Musik Davis’), der enger als vorher in Zusammenhang mit der Akkulturation seitens der abendländischen Kunstmusik und der Musik der ‚Dritten Welt‘ zu bringen ist“, so der Musikwissenschaftler Franz Kerschbaumer zum Stil von Miles Davis.
Dem Einfluss von Gil Evans ist es zuzurechnen, dass „sich in dem Album eine Reihe neuer origineller Einfälle und musikalischer Segmente niederschlug. Den Schwerpunkt setzte dabei das Klavier, das den Klangcharakter, die Farben des Ensemblesounds, neu bestimmt.(...) Die rhythmische und melodische Dichte der Improvisationen wurde generell reduziert; es treten wieder einfachere Skalen, Bluestonleiter und eine Dur-Moll-Übergangsharmonik in den Vordergrund.“ Evans komponierte mit Davis das Stück Petit Machines (von Evans später, etwa auf Svengali, auch als Eleven aufgenommen), wurde aber nicht als Mitautor genannt. Das Stück baut auf einem 11/4-Metrum auf. Davis spielt, nachdem zunächst der komplexe Rhythmus vorgestellt worden ist, ein Solo, das um die Töne A bzw. As, G und F kreist. In diesem Solo spielt er nach dem fanfarenartigen Thema bereits das Riff, das das Grundthema seines späteren Stückes Jean Pierre (We Want Miles) darstellt.
Tout de Suite ist eine „dunkle Fuge“, die den Eindruck erweckt, als sei es eine Suite mit zahlreichen Themen. Tatsächlich handelt es sich jedoch um ein sehr ausgedehntes Thema, das 70 Takte lang ist. Auffällig ist, wie wenige Noten die Solisten auch hier in ihren Soli spielen.
Filles de Kilimanjaro baut auf dem  Jimi-Hendrix-Stück The Wind Cries Mary auf und steuert auf eine polyrhythmische Klimax hin. Carter steuert auf dem E-Bass Ostinato-Figuren bei. In Frelon Brun spielt Williams einen Rockrhythmus zur frei fließenden Improvisation der Solisten.
Mademoiselle Mabry ist das längste Stück des Albums und reflektiert Einflüsse der Soulmusik. Dessen Einleitung, obwohl Davis zugeschrieben, wurde von Evans aus dem Jimi-Hendrix-Stück The Wind Cries Mary erarbeitet und enthält die Umkehrung von dessen Thema; in diesem Stück wurden auch Teile des Stücks On Broadway von Jerry Leiber and Mike Stoller verwendet. Bei Mademoiselle Mabry handelt es sich um einen „Blues, der wie ein after hours funk über einem lässigen Rockrhythmus beginnt. Die sich immer mehr steigernde Intensität stört weder das Blues-feeling noch die gedankenvollen Improvisationen von Miles Davis und Wayne Shorter.“

## Titel des Albums
- Originalausgabe Columbia CS 9750 (bzw. in der CD-Ausgabe CK 86555)

1. Frelon brun (Miles Davis) 5:37
2. Tout de Suite (Miles Davis) 14:07
3. Petits Machins (Little Stuff) (M. Davis/G. Evans[23]) 8:04
4. Filles de Kilimanjaro (Miles Davis) 12:01
5. Mademoiselle Mabry (Miss Mabry) (Miles Davis) 16:33
6. Toute de Suite (alternate take) 14:36[24].

## Rezeption des Albums
Während die Zeitschrift Down Beat Filles de Kilimanjaro mit der Höchstzahl von fünf Sternen und der All Music Guide das Album mit 4½ (von 5) Sternen auszeichnete, erhielt es im The Penguin Guide to Jazz nur 3 von 4 Sternen.
Von den Hörern des WDR-Jazzradio wurde es 2006 in der Liste der besten Miles-Davis-Alben auf Platz 10 gewählt, nach A Tribute to Jack Johnson und vor Miles Davis Live at Fillmore.